# Mitsamiouli
Mitsamiouli – miasto na Komorach, na wyspie Wielki Komor. Według danych szacunkowych na rok 2003 liczyło 4 811 mieszkańców.

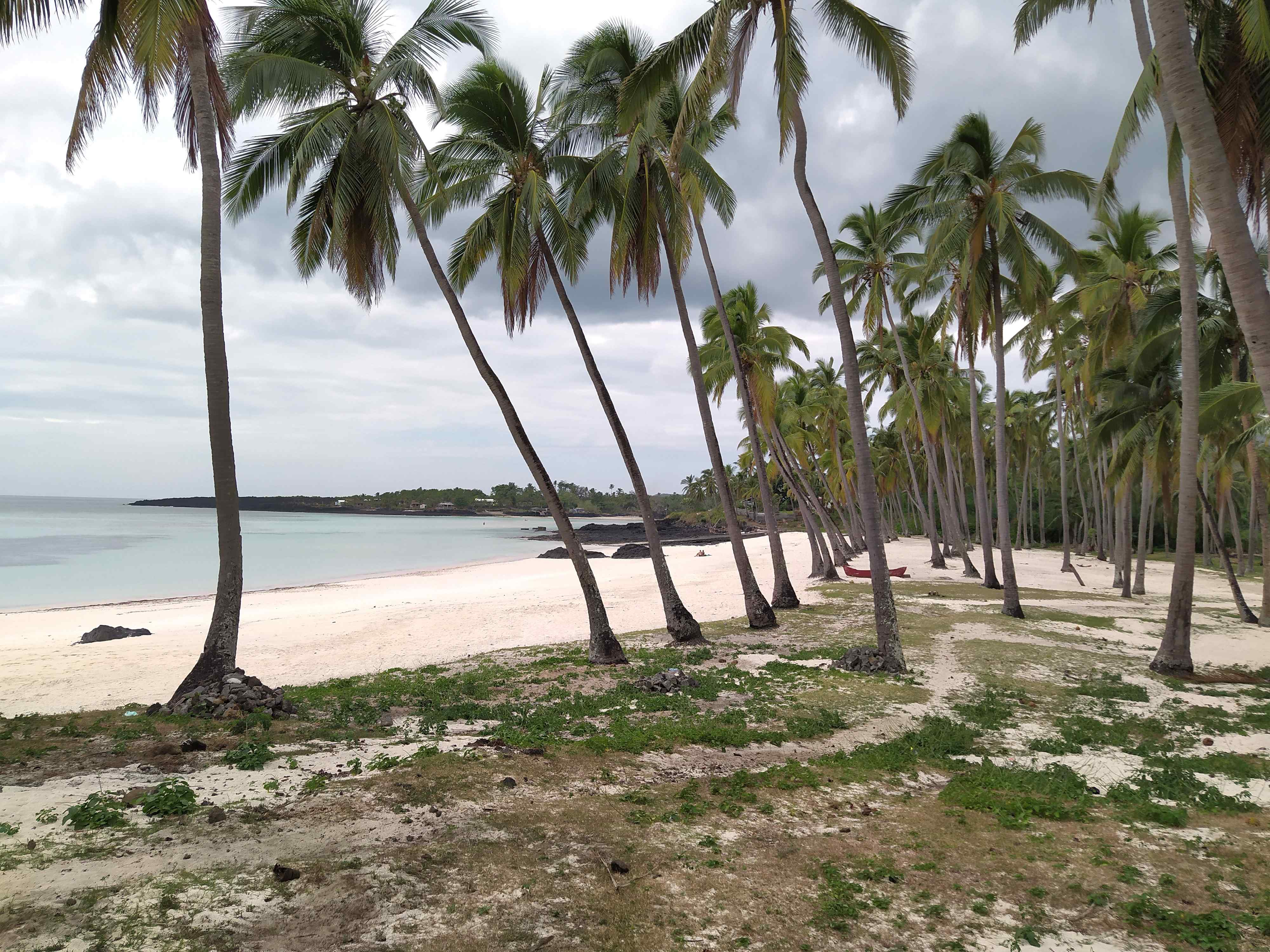
Plaża na północ od Mitsamiouli